# Посёлок шахты имени Крупской
Посёлок шахты имени Крупской — историческая часть в городе Губахи Пермского края России, до 1941 года посёлок Кизеловского горсовета Мо́лотовской области.

## История
Первые сведения о добыче угля в районе шахты им. Крупской относятся к 1860-м годам
В 1865 году основана шахта (копи братьев Любимовых, с 1879 года — «Любимовская», в советские годы имени Н. К. Крупской).
При ней вырос посёлок, построены подъездные пути к станции железной дороги, лесопилка, ремонтные мастерские для копей, больница на 18 кроватей, школа на 80 человек, а также часовня.

В 1941 г. рабочие посёлки Губаха, Кржижановск (Нижняя Губаха) и посёлок шахты им. Крупской были объединены в город областного подчинения — Губаха, с пригородной зоной (подчиненной территорией) площадью 2858 км.